# رسم الخميس شرقي كبير
رسم الخميس شرقي كبير قرية سوريّة تتبع إداريّاً لمحافظة حلب منطقة منبج ناحية خفسة، بلغ تعداد سكانها (1,087) نسمة حسب التعداد السكاني لعام 2004.